# Berneuil-en-Bray
Berneuil-en-Bray – miejscowość i gmina we Francji, w regionie Hauts-de-France, w departamencie Oise.
Według danych na rok 1990 gminę zamieszkiwało 650 osób, a gęstość zaludnienia wynosiła 43 osoby/km² (wśród 2293 gmin Pikardii Berneuil-en-Bray plasuje się na 431. miejscu pod względem liczby ludności, natomiast pod względem powierzchni na miejscu 193.).